# U-2337
U-2337 – niemiecki okręt podwodny (U-Boot) przybrzeżnego typu XXIII z okresu II wojny światowej. Okręt wszedł do służby w 1944 roku.

## Historia

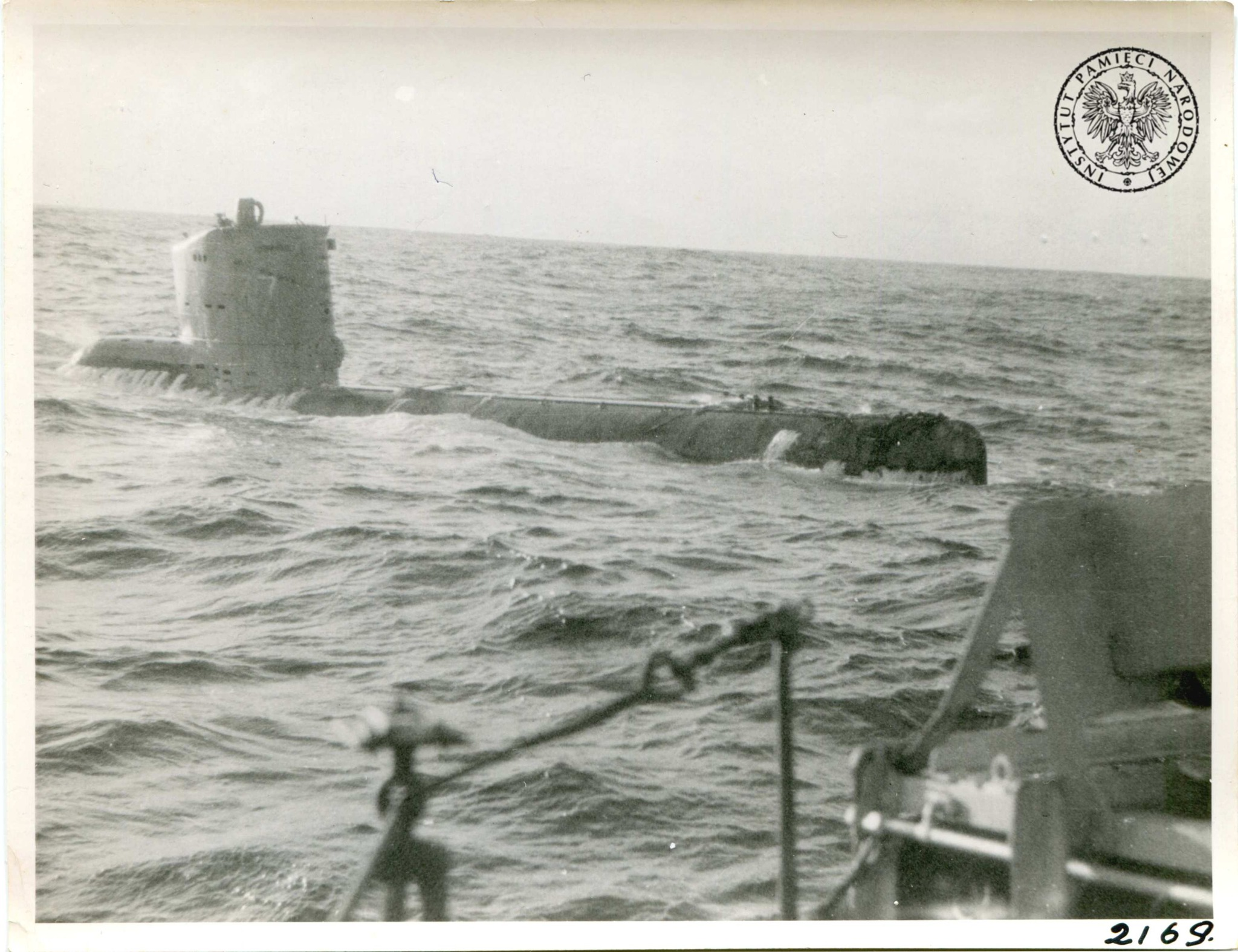
Niemiecki okręt podwodny U-2337 holowany przez ORP Krakowiak

Położenie stępki nastąpiło 2 sierpnia 1944 roku w stoczni Deutsche Werft w Hamburgu; wodowanie 15 września 1944. Okręt wszedł do służby 4 października 1944 roku.
U-2337 do zakończenia wojny nie osiągnął gotowości bojowej. Nie wykonał żadnego patrolu bojowego, w związku z tym nie zatopił żadnej jednostki przeciwnika.
Poddany 9 maja 1945 roku w Kristiansand Süd (Norwegia), przebazowany 29 maja 1945 roku do Loch Ryan (Szkocja). Zatopiony 28 listopada 1945 roku ogniem artyleryjskim niszczycieli HMS „Onslow” i ORP „Piorun” podczas operacji Deadlight.